# Matsumurella protrudea
Matsumurella protrudea är en insektsart som beskrevs av Zhang och Dai 2005. Matsumurella protrudea ingår i släktet Matsumurella och familjen dvärgstritar. Inga underarter finns listade i Catalogue of Life.